# Bernstein am Wald
Bernstein am Wald (bis 1860 Bernstein genannt) ist ein Gemeindeteil der Stadt Schwarzenbach am Wald im Landkreis Hof (Oberfranken, Bayern). Die Gemarkung Bernstein hat eine Fläche von 4,522 km². Sie ist in 787 Flurstücke aufgeteilt, die eine durchschnittliche Fläche von 5746,13 m² haben. In ihr liegen neben dem namensgebenden Ort die Gemeindeteile Breitengrund, Gemeinreuth, Süßengut, Thiemitz und Viceburg. Es gibt ein Sportheim, Sportplätze und einen Spielplatz. Der Freiwilligen Feuerwehr Bernstein am Wald steht ein Feuerwehrhaus zur Verfügung.

## Geografie
Das Pfarrdorf liegt in einer Rodungsinsel auf einer Hochebene des Frankenwalds. Die Kreisstraße HO 28 führt zur Bundesstraße 173 bei Kleinthiemitz (1,3 km nordwestlich) bzw. nach Straßdorf zur Staatsstraße 2194 (5,7 km nordöstlich), die unmittelbar südlich zu einer Anschlussstelle der B 173 führt.

### Diabasbruch am Galgenberg

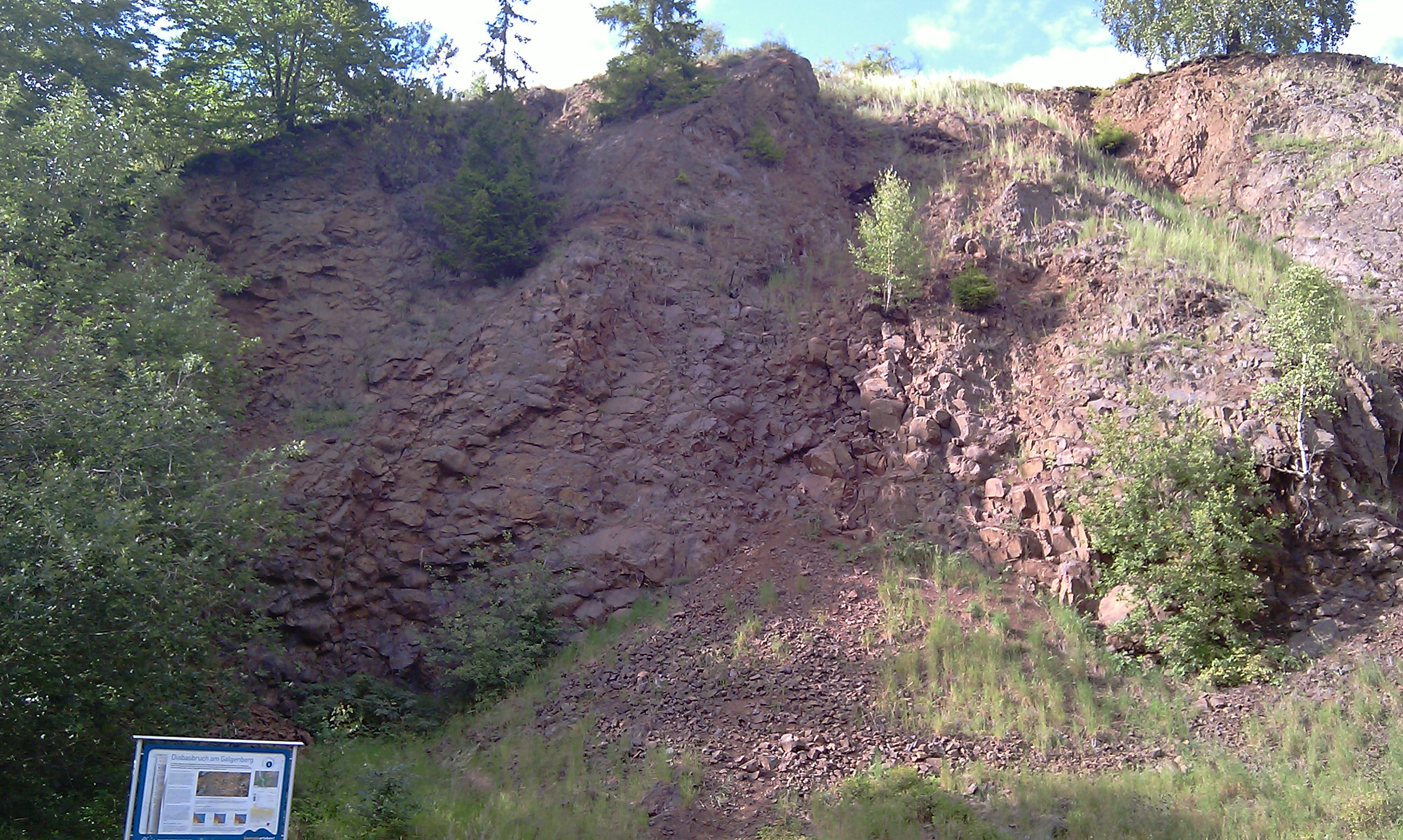
Diabasbruch am Galgenberg

Bei Bernstein am Wald befindet sich das Geotop Diabasbruch am Galgenberg. Es erschließt dunkle Diabase aus dem Oberdevon. Dieses vulkanische Gestein entstand aus untermeerisch ausgeflossener Basaltlava in kissenförmig ausgebildeten Gesteinskörpern.
Der Steinbruch ist vom Bayerischen Landesamt für Umwelt (LfU) als geowissenschaftlich besonders wertvolles Geotop (Geotop-Nummer: 475A003) ausgewiesen. Es wurde vom LfU mit dem offiziellen Gütesiegel Bayerns schönste Geotope ausgezeichnet.

## Geschichte

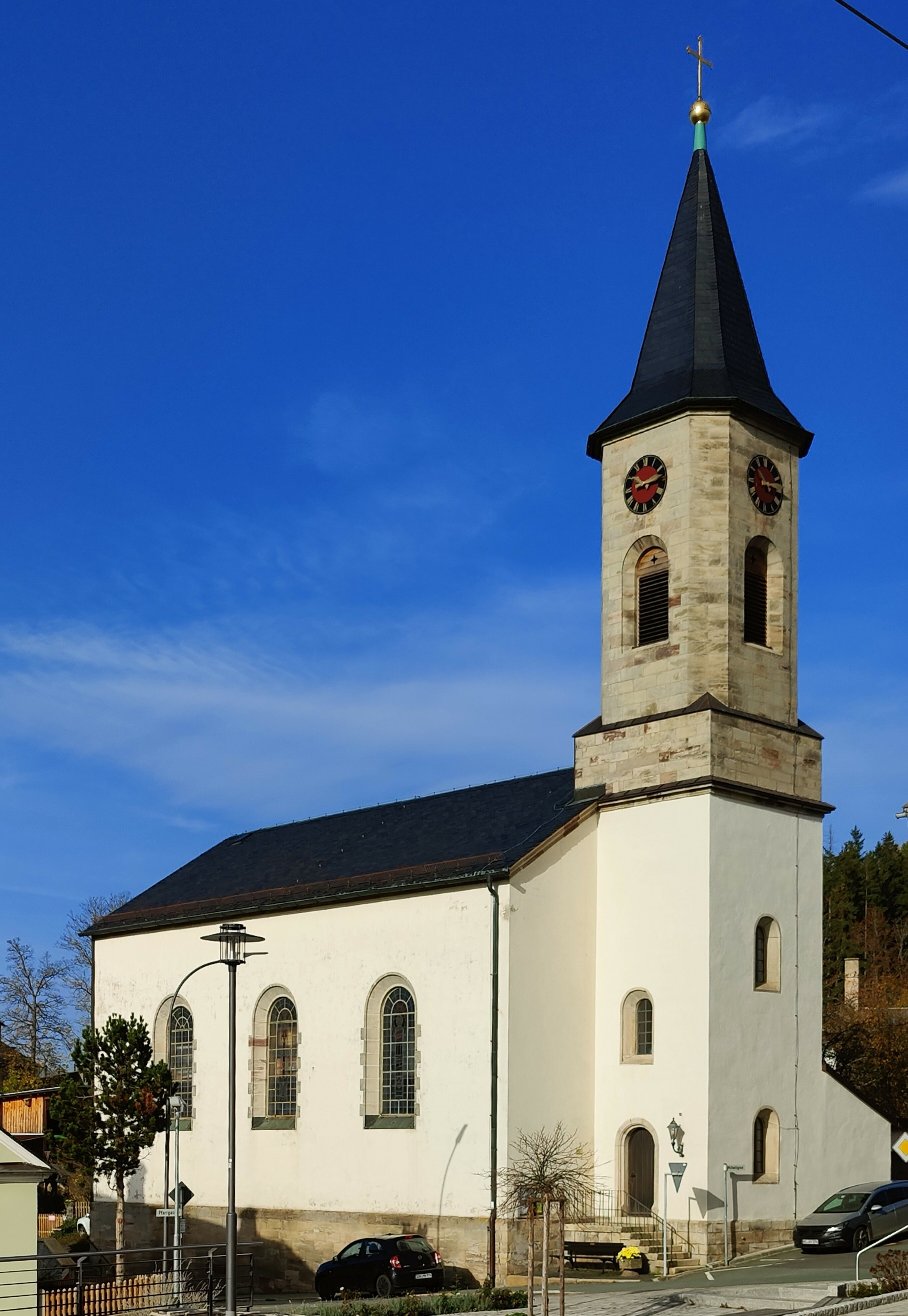
Michaeliskirche

Bernstein wurde zusammen mit Schwarzenbach im Jahr 1372 erstmals urkundlich erwähnt. Es gehörte damals zu Schwarzenbach, das freieigner Besitz der Herren von Wildenstein war.
Gegen Ende des 18. Jahrhunderts bestand Bernstein aus 29 Anwesen (1 Mühle, 15 Gütlein, 12 Tropfhäuser, 1 Wohnhaus), einer Kirche und einer Schule. Die Hochgerichtsbarkeit sowie die Dorf- und Gemeindeherrschaft und Grundherrschaft über sämtliche Anwesen hatte das bayreuthische Verwaltungsamt Bernstein am Wald.
Von 1802 bis 1810 unterstand Bernstein dem Justiz- und Kammeramt Naila. Nachdem im Jahr 1810 das Königreich Bayern das Fürstentum Bayreuth käuflich erworben hatte, wurde der Ort bayerisch. Infolge des Ersten Gemeindeedikts wurde 1812 der Steuerdistrikt Bernstein gebildet. Zu diesem gehörten Affennest, Breitengrund, Fußgrund, Gemeinreuth, Göhren, Götzengrund, Grubenberg, Mühlkamm, Räumlas, Räumlasgrund, Räumlasmühle, Sorg, Süßengut und Thiemitz. Zugleich entstand die Ruralgemeinde Bernstein mit den Orten Breitengrund, Gemeinreuth, Götzengrund, Mühlkamm, Süßengut, Thiemitz. Sie war in Verwaltung und Gerichtsbarkeit dem Landgericht Naila zugeordnet und in der Finanzverwaltung dem Rentamt Lichtenberg (1919 in Finanzamt Lichtenberg umbenannt, seit 1955 Finanzamt Naila). Ab 1862 gehörte Bernstein am Wald zum Bezirksamt Naila (1939 in Landkreis Naila umbenannt). Die Gerichtsbarkeit blieb beim Landgericht Naila (1879 in Amtsgericht Naila umgewandelt). Vor 1877 kam Viceburg von der Gemeinde Meierhof zur Gemeinde Bernstein hinzu. 1964 hatte die Gemeinde eine Gebietsfläche von 4,523 km². Im Zuge der Gebietsreform in Bayern wurde diese am 1. Mai 1978 mit sämtlichen Gemeindeteilen nach Schwarzenbach am Wald eingemeindet.

### Wappen
Das Wappen der ehemaligen Gemeinde ist geteilt von Rot und Silber; oben ein silberner Schrägbalken, unten auf grünem Dreiberg drei grüne Ahornbäume.

### Baudenkmäler
In Bernstein gibt es drei Baudenkmäler:
- Michaelisgasse 2: St. Michael, evangelisch-lutherische Pfarrkirche mit kunstvoller Ausstattung aus dem 17. Jahrhundert
- Romansfelsenstraße 18: Schmidtsches Gut
- Romansfelsenstraße 25: Pfarrhaus

### Bodendenkmäler
In der Gemarkung Bernstein a.Wald gibt es drei Bodendenkmäler, darunter
- Burgstall Bernstein

### Einwohnerentwicklung
Gemeinde Bernstein a.Wald
| Jahr      | 1819   | 1840  | 1852  | 1855  | 1861   | 1867   | 1871   | 1875   | 1880   | 1885   | 1890   | 1895  | 1900   | 1905  | 1910   | 1919  | 1925   | 1933  | 1939  | 1946  | 1950   | 1952  | 1961   | 1970   |
| Einwohner | 451    | 570   | 629   | 641   | 673    | 694    | 736    | 700    | 742    | 710    | 722    | 723   | 714    | 744   | 732    | 687   | 723    | 689   | 707   | 705   | 711    | 680   | 607    | 581    |
| Häuser    |        |       |       |       |        |        | 79     |        |        | 85     | 94     |       | 102    |       |        |       | 115    |       |       |       | 130    |       | 143    |        |
| Quelle    | [ 11 ] | [ 2 ] | [ 2 ] | [ 2 ] | [ 17 ] | [ 18 ] | [ 19 ] | [ 20 ] | [ 21 ] | [ 22 ] | [ 23 ] | [ 2 ] | [ 24 ] | [ 2 ] | [ 25 ] | [ 2 ] | [ 26 ] | [ 2 ] | [ 2 ] | [ 2 ] | [ 27 ] | [ 2 ] | [ 12 ] | [ 28 ] |

Ort Bernstein a.Wald
| Jahr      | 001799 | 001819 | 001861 | 001871 | 001885 | 001900 | 001925 | 001950 | 001961 | 001970 | 001987 | 002020 |
| Einwohner | 173    | 262    | 400    | 445    | 463    | 498    | 511    | 544    | 456    | 466    | 399    | 295    |
| Häuser    | 29     |        |        |        | 50     | 68     | 80     | 99     | 107    |        | 150    |        |
| Quelle    | [ 29 ] | [ 11 ] | [ 17 ] | [ 19 ] | [ 22 ] | [ 24 ] | [ 26 ] | [ 27 ] | [ 12 ] | [ 28 ] | [ 30 ] | [ 1 ]  |

## Religion
Bernstein am Wald ist seit der Reformation evangelisch-lutherisch geprägt und seit 1623 Sitz der Pfarrei St. Michael.